# بخش کامدن، شهرستان کارور، مینه سوتا
بخش کامدن (به انگلیسی: Camden Township) یک منطقهٔ مسکونی در ایالات متحده آمریکا است که در شهرستان کارور، مینه‌سوتا واقع شده‌است.
 بخش کامدن ۸۹٫۵ کیلومتر مربع مساحت و ۹۵۵ نفر جمعیت دارد و ۲۸۶ متر بالاتر از سطح دریا واقع شده‌است.